# Ren y Stimpy
Ren y Stimpy (título original: The Ren & Stimpy Show) es una serie animada de televisión producida originalmente por Spümcø y creada y desarrollada por los animadores John Kricfalusi (también conocido como John. K), Bob Camp, Jim Smith y Lynne Naylor. Fue transmitida originalmente en Estados Unidos desde 1991 hasta 1996, por la cadena de televisión de paga Nickelodeon. Es uno de los primeros Nicktoons en ser transmitido en el canal: se estrenó el 11 de agosto de 1991 junto a Rugrats y Doug.
En un primer momento, la serie fue producida y desarrollada por Spümcø, desde 1990 hasta 1993, año en el que diferencias creativas y disputas laborales entre John Kricfalusi y los ejecutivos de Nickelodeon provocaron su despido, así como la salida del productor y cocreador Jim Smith. La producción quedaría entonces a cargo único de Bob Camp, quien llevó a cabo las temporadas siguientes, y de la productora Games Animation, que luego pasaría a ser Nickelodeon Animation Studio.
En 2003, se estrenó en Spike TV, la serie Ren y Stimpy "Solo para adultos", un spin-off de la serie enfocado a un público adulto. Aunque se produjeron seis episodios antes de su cancelación, solo tres fueron transmitidos.

## Historia
Los protagonistas de la serie son Ren Höek, un chihuahua psicópata, y Stimpson J. Gato, un gato bobalicón, que viven aventuras que tienen como objetivo satirizar la cultura y la sociedad estadounidense desde un humor generalmente considerado grotesco y un tanto extravagante.
A pesar de ser emitida en la cadena de televisión por suscripción infantil Nickelodeon, el dibujo animado mantuvo la reputación de “subversiva”. En efecto, la serie expandió los límites de lo considerado “buen gusto” en aquel momento con un humor exagerado, excedido únicamente por Beavis y Butt-Head. La serie incluye una banda sonora, en la que resulta prominente el blues, el jazz, la música clásica y música de la década de los años cincuenta.

## Otros personajes
- Mr. Horse (Sr. Caballo): Uno de los personajes secundarios más conocidos de la serie por sus diferentes papeles sin continuidad. Como su nombre indica es un caballo que habla y posee rasgos antropomórficos. Generalmente camina erguido.
- Powdered Toast Man (Hombre Tostadas en Polvo): Es un superhéroe con cabeza de tostada, que en ocasiones produce más desgracias que ayuda. Entre sus poderes destacados puede nombrarse que vuela hacia atrás y emite flatulencias, además de poseer un teléfono en su lengua y desprender polvo de tostada de su cabeza. Su lema es "Déjamelo todo a mí". Este personaje fue inspirado en un personaje de Frank Zappa. Comúnmente grita su propio nombre, es una referencia frecuente como la de otros superhéroes como Birdman o el Fantasma del Espacio.
- Muddy Mudskipper (Capitán Fangoso): Es un Periophthalmus protagonista de su propio show para la TV, el cual es el favorito de Stimpy. En veces suele tener papeles de villano apareciendo junto al Hombre Tostadas en Polvo en el primer capítulo del mismo nombre.
- Mr. y Mrs. Pipe: Una pareja de esposos que viven en los suburbios, a quienes solo se les ve de la cintura para abajo. Son clientes constantes de los servicios de Ren y Stimpy.
- Abner y Ewalt: Dos sheriffs bastante idiotas que tienen la obsesión de colgar gente y en caso de no tener a alguien terminan colgándose a sí mismos, viven en un pequeño pueblo del viejo Oeste la mayor parte del tiempo aburridos y pensando en cosas completamente aleatorias o muy fuera de serie.
- Sven Höek: El primo sueco de Ren. Es del mismo tamaño de Stimpy y con una complexión física parecida. Ren está feliz de su llegada porque cree que tendrá alguien con quien hablar inteligentemente. Pero para su horror Sven es más estúpido que Stimpy además de compartir su gusto por coleccionar asquerosidades. Viste un mono verde y un sombrero tirolés.
- Wilbur Cobb: Anteriormente iba a ser nombrado como "Raymond Spum", en honor a un director de animación; pero por desigualdades con respecto al contenido del programa, fue renombrado Wilbur Cobb, haciendo referencia a Will McRobb. Wilbur es un anciano demente que tiene la peculiaridad de deshacerse en pedazos de forma cómica. Por lo regular suele contar historias falsas que no tienen nada de sentido, hasta el punto de morir por decir tantas mentiras e incoherencias. Conocido como el asesino de los dinosaurios, hizo tal desastre con su tractor. Es uno de los mejores representantes del humor negro alcanzado en la serie.
- George Liquor American (George Norteamericano): Un hombre sumamente patriótico con doble personalidad y algo extraño, que le encantan los animales pero a veces los trata de manera muy sobreprotectora o abusiva.
- Mrs. Buttloaves: Una mujer con sobrepeso que aparece en varios episodios a modo de chiste.
- Waffle Woman (Mujer Waffle): Es la archienemiga del Hombre Tostadas en Polvo. Apareció en el episodio «Powdered Toast Man vs. Waffle Woman».
- Haggis MacHaggis: Un escocés estereotipado de pequeña estatura. Alguna vez fue una estrella de las caricaturas, pero el bajo índice de audiencia lo dejó en la calle. Tiene diferentes roles a lo largo de la serie.
- Fire Chief (Jefe de bomberos): Es un bombero que apareció en los episodios «Ren Needs Help!» y «Fire Dogs». Le tiene fobia a los enanos de circo.
- Yak afeitado: Un yak que apareció por primera vez en el episodio «The Boy Who Cried Rat!». Entra en las casas cada día de afeitar yaks para afeitarse y dejar una «sorpresa» (espuma sucia) a quienes le hayan escrito una carta y se han portado bien. En episodios posteriores aparece como un personaje secundario o de fondo.
- Kowalski: Es un gran presidiario de aproximadamente 300 kg, castigado por cometer crímenes de lesa humanidad que se convierte en hijo adoptivo de Ren en el episodio «Fake Dad». Posee una gran fuerza (como para destruir una televisor, un sofá e incluso para aplastar a Stimpy con sus propias manos) y tiene una pequeña dificultad para hablar (suele referirse a él en tercera persona).
- Salesman (Vendedor anunciante): Es un hombre de traje con una especie de antenita en la cabeza cuya aparición más importante fue en el episodio El Vendedor Mas Grande de Bálsamo. Vende muchos objetos raros y que pueden resultar inútiles en algunas ocasiones.
- Stinky Wizzleteats: Es un cantante (que no se ve en la serie) que canta la canción favorita de Stimpy: «Happy Happy Joy Joy» («Feliz, feliz, alegre, alegre»). Se le mencionó en el episodio «Stimpy's Invention».
- Reverend Jack Cheese (Reverendo Jack Queso): Un horrible reverendo que predica acerca de la carne y el queso. Toma a Ren y Stimpy como sus asistentes.
- Jasper: Es un perro que apareció en el primer capítulo de la serie. Suele aparecer a modo de personaje de fondo en varios episodios.
- Victor: Es un niño malvado y agresivo como su padre quien se siente orgulloso de él, que se dedica a lastimar y atacar a cualquier persona o individuo que lo «moleste». Al igual que su padre fuma un puro.
- Jimminy Lummox: Es la conciencia de Ren. Casi nunca se le ve, y cuando aparece se dedica a golpearlo con violencia cada vez que este haga una mala acción o se enoje contra otros. A su vez Jimminy Lummox es golpeado por sus escrúpulos después de castigar a Ren.
- Jerry: Un duendecillo verde y con un solo ojo que fue invocado por Stimpy cuando jugueteó demasiado con su ombligo. Vive dentro de él y al negarse Stimpy a servirle más pelusa este se convirtió en un monstruo gigante y rosado llamado Contorno. Aparece en el capítulo del mismo nombre.
- Anthony: Es un niño muy fanático de Ren y Stimpy. Apareció en el episodio «A Visit to Anthony».
- Dr. Brainchild (Dr. Cerebro): Es un niño con la cabeza muy grande. Apareció en el episodio «Blazing Entrails.
- Cazador de perros: Personaje que apareció en los episodios «Big House Blues» y «It's a Dog's Life».
- Phil: Un bulldog que apareció en el episodio «Big House Blues». A pesar de haber muerto en dicho episodio, vuelve a aparecer en «Dog Show».
- Log (Tronco): Es un tronco que aparece en un comercial de Ren y Stimpy continuamente.
- Lummox: Es un humano peludo y obeso que se le representa como un animal salvaje en uno de los episodios de «Untamed World», un documental que Ren y Stimpy hacen.
- Stinky (Olorín): Un gas intestinal (flatulencia) de Stimpy que cobra vida, y él lo trata como su hijo en el episodio «Son of Stimpy».

## Controversias
La serie ha sido objeto de fuertes críticas de muchos padres en su contra debido a su contenido que incitan al desaseo y el asco en muchos episodios. Así mismo, los creadores de Ren y Stimpy no querían crear una serie "educativa", una postura que molestó a Nickelodeon.  Algunos segmentos del show fueron alterados para excluir referencias a la religión, la política y la violencia, así como el alcohol y el tabaco. Un episodio de la serie, Powdered Toast Man, tuvo modificaciones, entre ellas, la remoción de un segmento que mostraba la quema de la Constitución de los Estados Unidos.
Un episodio, Man's Best Friend, fue prohibido por Nickelodeon a raíz de su contenido violento; tanto el canal como MTV no emitirían el episodio. Este episodio no sería emitido hasta el año 2003, al ser emitido por Spike TV.

## Recepción
Ren y Stimpy fue aclamada por la crítica. Matt Groening, creador de Los Simpsons, elogió a la serie por su irreverencia y la llamó "la única buena caricatura de la televisión que no es Los Simpsons". Terry Thoren, ex director general y presidente de Klasky Csupo, dijo que Kricfalusi "logró conectarse con una audiencia que era mucho más moderna de lo que nadie pensaba. Fue a donde nadie se atrevía a ir: el humor de caca y mocos". Jonathan Valania, de "The Morning Call", lo describió como: "yuks" de alto voltaje y rarezas de fuerza industrial" John Lyttle de The Independent lo describió como "un colapso pegajoso de los medios de comunicación, absolutamente grotesco e instantáneamente reconocible" y no la consideró una caricatura infantil.
La serie llegó a cosechar altos ratings para Nickelodeon, teniendo el doble de audiencia que las otras caricaturas de Nickelodeon en su primera temporada y luego promediando tres veces su audiencia. Durante un tiempo, la serie fue el programa de televisión por cable más popular, y tuvo varias re-transmisiones, convirtiéndose en el programa de televisión por cable más visto en 1993 en los Estados Unidos. El programa rápidamente desarrolló un culto en los campus universitarios, y se incluyó en el lanzamiento de Nickelodeon's Snick, un bloque nocturno para series que atraen tanto a niños como a adultos.

## Legado e influencia
El éxito y la influencia que tuvo la serie hizo que los rivales de Nickelodeon, Cartoon Network y Disney, crearan sus propios Ren y Stimpy: 2 Stupid Dogs de Hanna-Barbera, serie en la que Kricfalusi y algunos empleados de Spümcø tuvieron una pequeña participación y The Shnookums and Meat Funny Cartoon Show de Disney. Cabe mencionar que posteriormente en 1997, David Feiss creó para Hanna- Barbera: Cow and Chicken, una serie irreverente que nació a partir de la idea de Ren & Stimpy, cuando David Feiss fue el director de animación durante la primera temporada. Sin embargo, Ren y Stimpy tuvo una influencia mucho más grande en el futuro de la animación. Mike Judge le da crédito a Ren y Stimpy por hacer que MTV comisionara a Beavis and Butt-Head. El escritor Larry Brody le da crédito a Ren y Stimpy por liderar una nueva era dorada de la animación, ya que otras cadenas televisivas siguieron a Nickelodeon e invirtieron en nuevas caricaturas, abriéndoles el camino a más series animadas satíricas orientadas para adolescentes y adultos como Duckman, Beavis and Butt-Head, Daria y sobre todo South Park.
El escritor y animador Allan Neuwirth escribió que la serie "rompió el molde" y comenzó varias tendencias en las series animadas, principalmente el resurgimiento de los créditos al comienzo de cada episodio, el uso de primeros planos grotescos y un cambio en las paletas de colores a colores más ricos y más armoniosos. El estilo artístico de esta serie también inspiró muchos artistas como Stephen Hillenburg, Joe Murray, Jean-Yves Raimbaud, Justin Roiland, Pendleton Ward, J. G. Quintel, Christy Karacas, J.J. Villard, Jhonen Vasquez, John R. Dilworth, y muchos más.
En 2013, IGN posicionó a Ren y Stimpy en el puesto 21 en la lista "Las 25 mejores series de animación para adultos" Los personajes se convirtieron en personajes de culto a mediados de la década de 1990, y aparecieron en otras obras como en la película Clueless. Ren & Stimpy fueron posicionados en el puesto 31 en la lista "Top 50 Greatest Cartoon Characters of All Time" (Los 50 personajes de dibujos animados más importantes de todos los tiempos) de TV Guide en 2002. La edición de octubre de 2001 de Wizard, una revista para los fanáticos de los cómics, enumeró las 100 mejores caricaturas seleccionados por sus lectores en una lista llamada "Greatons Tons", estando Ren y Stimpy en el puesto número 12. Otras revistas de entretenimiento también consideran a Ren y Stimpy como una de las mejores caricaturas de los años 90 y una de las mejores caricaturas para adolescentes y adultos.

## Videojuegos
Esta serie de dibujos animados, contó con varias adaptaciones a videojuegos, esta es la lista de las plataformas y nombres de los videojuegos:
- Gameboy: Ren & Stimpy Show: Space Cadet Adventures, Ren & Stimpy Show: Veediots!
- Sega Genesis: Ren & Stimpy - Stimpy's Invention
- Sega Game Gear: Quest for the Shaven Yak starring Ren & Stimpy, Ren & Stimpy
- Telefonía móvil: Ren & Stimpy Pinball
- NES: Ren & Stimpy Show: Buckaroo$
- SNES: Ren & Stimpy Show: Buckaroo$, Ren & Stimpy Show: Fire Dogs, Ren & Stimpy Show: Time Warp, Ren & Stimpy Show: Veediots!
- Multiplataforma: En Nicktoons: Attack of the Toybots Stimpy podrá ser desbloqueado luego de que completemos el primer Master Model con Bob Esponja.

## Emisión
En España, la serie fue emitida en los canales autonómicos Telemadrid, Canal Sur y ETB3 a principios de la década del 2000, y en Nickelodeon a finales de la década de los 90, antes de su estreno en Latinoamérica.
En Latinoamérica, el primer canal de alcance panregional en transmitir la serie fue MTV en 1996. En 1999, se emitió la serie de Nickelodeon en RTP. Nickelodeon solo emitió cuatro episodios de la serie, en el año 2002, a diferencia de España, en un especial. 
En Estados Unidos, la serie fue retransmitida en 2002 por Nicktoons y, en septiembre de 2015, Nickelodeon anunció la creación de un canal llamado The Splat en el cual retransmitirían series de la cadena de los años 80 y 90.
En Brasil, se retransmitió en MTV y en VH1 entre 2011 y 2015. Tanto en Latinoamérica como en Brasil y España, se emitió “Ren y Stimpy: “Solo para adultos” en el canal de televisión por suscripción MTV. En 2000, el desaparecido canal de animaciones para adultos Locomotion paso a transmitir la serie hasta el 2005. En 2003, se emitió en Canal 13, y al año siguiente regresa la serie a MTV transmitiéndose en el bloque animado Animatosis. En el año 2019, la serie volvió a ser transmitida en la señal sur de Comedy Central que integran Argentina, Chile, Venezuela, Paraguay,  y Uruguay.

## Doblaje
| Personaje | Actor de voz               | Actor de doblaje             | Actor de doblaje | Actor de doblaje   |
| Personaje | Actor de voz               | Actor de doblaje             | Canal+           | Telemadrid         |
| --------- | -------------------------- | ---------------------------- | ---------------- | ------------------ |
| Ren Höek  | John Kricfalusi Billy West | Alfonso Obregón              | Chema Lapuente   | Salvador Aldeguer  |
| Stimpy    | Billy West                 | José Luis Orozco Martín Soto | Carlos Faraco    | Alberto Closas Jr. |